# Публічна сфера
Публічна сфера — за визначенням Юрґена Габермаса — це сфера соціального життя, у якій безпосередньо формується громадська думка. Іншими словами це є арена, форум публічного дискурсу з приводу соціально-політичних проблем життя і розвитку суспільства загалом.
За визначенням американських вчених Ф. Шмітера та Т.-Л. Карла, публічна сфера є тією сферою, в якій формуються колективні норми, що зв'язують суспільство і підтримуються державним насиллям.